# 在家仏教協会
公益社団法人 在家仏教協会(旧一般社団法人 在家仏教協会）（ざいけぶっきょうきょうかい）は、特定の宗派に偏らない仏教徒の親睦団体であった。東京都渋谷区から千代田区に事務局を移した。各地での月例講演会のほか、機関誌『いのち尊し』、月刊誌『在家仏教』(1952.9-2017.5：通巻66巻780号)を刊行。初代理事長は加藤辨三郎。武藤義一が理事長を務めたこともあった。

## 沿革
- 1952年、『大法輪』誌上にて、在家仏教運動が起き、渡辺照宏、増谷文雄、増永霊鳳、加藤辨三郎らによって在家仏教会が設立される
- 1954年、在家仏教協会に改組[5]
- 2017年、新理事長に菅原伸郎 就任[6][7]
- 2018年、「公益社団法人」の認定を受ける[8]
- 2021年、3月31日をもって解散することとなる[9][10]
  - 機関誌『いのち尊し』の刊行、講演会動画の配信は、在家仏教協会の解散により終了[11]

### かつての所在地
- 東京都渋谷区上原3-32-6[1]
- 東京都千代田区大手町1-6-1 大手町ビル[12]
- 東京都千代田区神田駿河台3丁目3番地五明館ビル202号[9]